# Cancanilla de Marbella
Cancanilla de Marbella (o Cancanilla de Málaga)  es el nombre artístico del cantaor y bailarín gitano Sebastián Heredia Santiago, nacido en Marbella, España en 1951. Proviene de una familia de rancio abolengo flamenco. Se inició a los once años en el tablao El Platero, de su ciudad natal. Además de cantaor, es un destacado bailarín.
Con quince años de edad viaja a América con el elenco de José Greco y después con Lola Flores, quedándose dos años en México, donde trabaja en un tablao.
En Madrid, trabaja en el tablao Los Canasteros de Manolo Caracol y en el Corral de la Morería, con la bailaora Blanca del Rey. Gana reputación en el ambiente del baile flamenco. Junto con Javier Barón gana el primer Giraldillo de Baile de la Bienal de Sevilla, se perfecciona para cantar en solitario y gana varios premios, el más importante el Premio Enrique El Mellizo en el prestigioso Concurso Nacional de Arte Flamenco de Córdoba en 1998.
Cancanilla está considerado un muy buen profesional, con un amplio repertorio, posee un profundo conocimiento de los diferentes estilos del flamenco, además de un indiscutible sentido artístico y un gran dominio del compás. 
A finales de la década de 1980 aparece su primer disco y en 1993 graba, junto a Enrique de Melchor, un segundo trabajo. Interviene en las Grabaciones Históricas (Vol. 42) y en el 2003 sale el Sonido gitano de Málaga. En el 2007 inicia la preparación de un nuevo disco.
Ha compartido cartel con Camarón, Fosforito, José Mercé, José Menese, Chano Lobato y Vicente Soto Sordera entre otros.